# 维吉纳太阳

维吉纳太阳

维吉纳太阳（希臘語：Ήλιος της Βεργίνας），又称维吉纳之星、马其顿之星或阿吉德之星，是古希腊艺术中的一个太阳符号，出现于公元前6世纪至前2世纪之间。
此符号于1970年代末期在今日希腊北部的小镇维吉纳考古遗址中的发现而为世人所知。前4世纪一个金色的拉耳那克斯（一种古代马其顿的棺材）上描绘了这个图案，该棺材可能属于马其顿国王腓力二世或腓力三世，这两人分别是亚历山大大帝的父亲和同父异母兄弟。
今日希腊马其顿大区的区旗就描绘着一个维吉纳太阳。1991年至1995年期间北马其顿共和国的国旗上，也描绘着一个维吉纳太阳。